# آمبروزیا

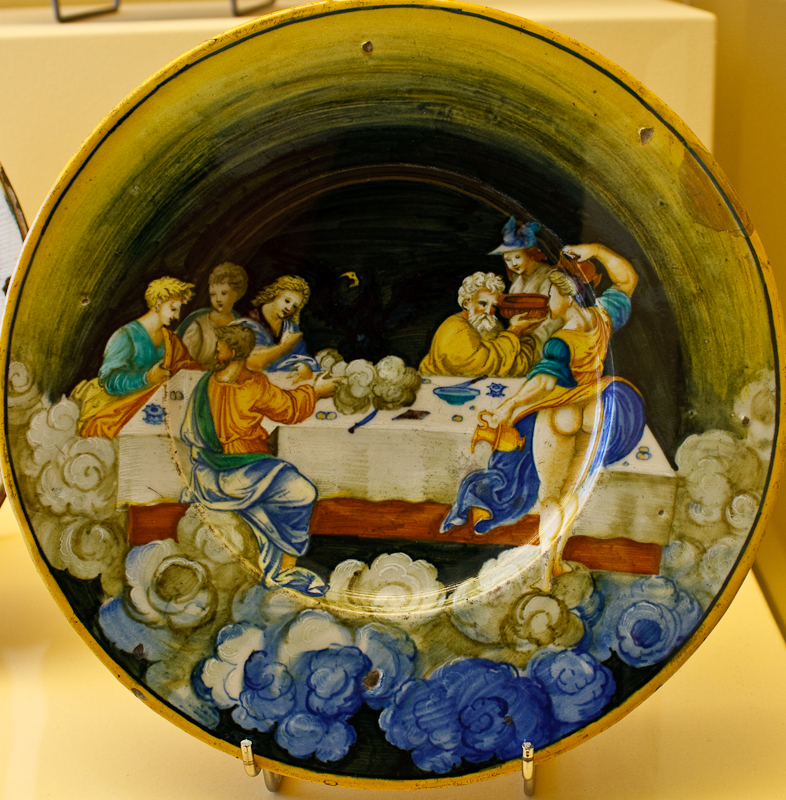
«خوراک ایزدان بر المپ» (۱۵۳۰). یک ظرف مایولیکا، منتسب به نیکولا دا اوربینو.

در اسطوره‌های یونانی، آمبروزیا (یونانی: ἀμβροσία) اشاره به خوراک ایزدان دارد که توسط کبوتران برای آنان به کوه اُلَمپ آورده می‌شود و برای این خدایان دیرزیستی و جاودانگی به ارمغان می‌آورد. واژه یونانی آمبروزیا خود به معنی نامیرایی است و با واژه سانسکریت آمریتا که آن نیز آشامیدنی نامیرا شدن ایزدان هندو است هم‌معنی و هم‌ریشه است.
یونانیان و رومیان قدیم ایزدان گوناگون و نر و ماده را می‌پرستیدند. آن‌ها بر این بودند که خدایانشان درست به‌صورت انسان هستند جز این‌که پیر نمی‌شوند و نمی‌میرند. آن‌ها باور داشتند که این ایزدان با خوردن خوراک شگفت‌انگیز مخصوص خود از پیر شدن مصون می‌مانند. نام آن خوراک را آمبروزیا گذاشته بودند. هر روز کبوتران از این خوراک هر اندازه لازم بود برای شاه ایزدان می‌آوردند. امروزه مردم غرب وقتی که می‌گویند چیزی مثل آمبروزیا است مرادشان این است که بگویند آن چیز از هر خوراکی روزانه‌ای لذیذتر و خوشمزه‌تر است.